# マン島の紋章
マン島の紋章（マンとうのもんしょう、英語: Coat of Arms of the Isle of Man; 紋章記述: Gules three legs in armour flexed at the knee and conjoined at the thigh, all proper, garnished and spurred or）は13世紀後半に遡る。現行のものは1996年7月12日に採用された。マン島はイギリスの王室属領であり、現在のマン島領主はイギリス国王チャールズ3世であることから、正式名称は陛下のマン島における紋章（へいかのマンとうにおけるもんしょう、英語: Arms of His Majesty in right of the Isle of Man）となる。三脚巴（デクスターの脚3足が臀部で結ばれ、三角形に配置されている）の起源は明らかでないが、1265年のスコットランドによる征服に由来するようである。サポーターは島にまつわる鳥であり、標語は17世紀の記録に初めて現れる。

## 概要
現在の紋章はマン島領主チャールズ3世によって2022年9月10日に授けられた。エスカッシャンの紋章記述は「Gules three legs in armour flexed at the knee and conjoined at the thigh, all proper, garnished and spurred or.」、クレストは「An imperial crown proper」であり、サポーターは「dexter: A peregrine falcon proper and sinister: A raven proper」となっている。ラテン語の標語は「Quocunque Jeceris Stabit」（投ぐればいずくにでも、立たん）である。これは三脚巴の理論上の空気力学的挙動を表している。すなわちどの方向に着地してもいずれか1脚は地に立っているというものである。標語は1668年の通貨に刻まれたのが初出である。

## 起源

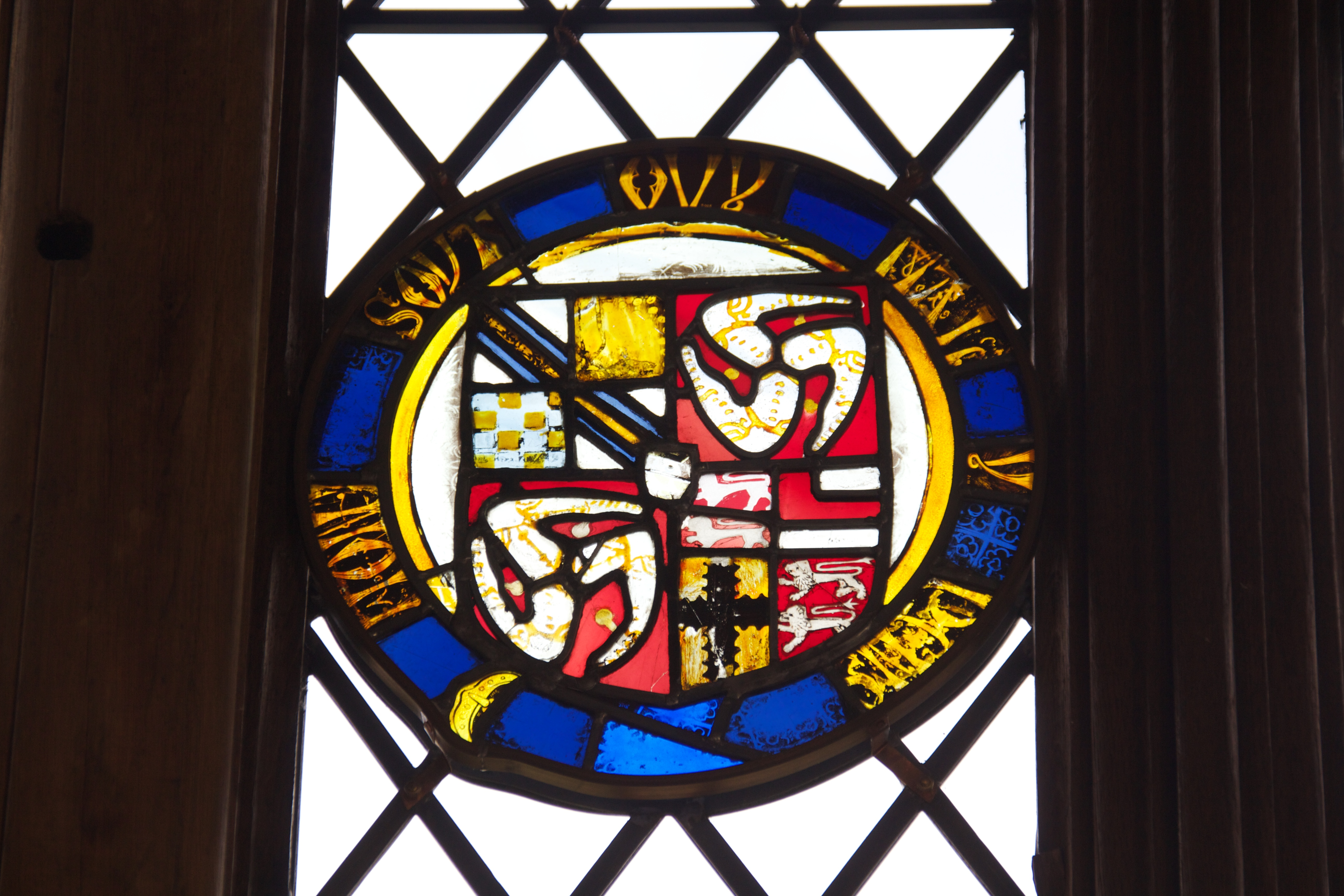
サルフォードのオーザル・ホールにある15世紀のステンドグラス。クオータリングは順に 1: スタンリー家 ; 2 & 3: マン島王; 4: Strange of Knockyn, 全体がガーターで囲われている。初代ダービー伯爵トマス・スタンリー（1435年-1504年、KG）の可能性がある。

三脚巴は何世紀にもわたってマン島と関連付けられてきた。1405年、イングランド国王ヘンリー4世はガーター騎士ジョン・スタンリー（c. 1350–1414、子孫はボズワースの戦いの武功によってダービー伯爵となる）にマン島の土地保有権を自らおよび以降の国王戴冠のたびにハヤブサを2匹ずつ支払うとの条件下で授与した。ハヤブサの支払いは1822年・ジョージ4世の戴冠式まで続けられた。ダービー伯爵スタンリー家は今日でも家紋にマン島の紋章をクオータリングしており、スタンリー家の紋章をクオータリングしているアソル公爵も同様である。ワタリガラスは北欧神話と強く結びついており、島内の地名にしばしば現れる。

## 役割

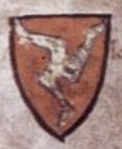
『ワインベルゲン紋章集』に描かれたマン島王の紋章。

現行の紋章はかつてのマン島封建領主へのオーグメンテイションである。三脚巴がいつマン島のシンボルとなったかは定かではない。カムデン紋章集やヘラルド紋章集（Herald's Roll）、シーガー紋章集（Segar's Roll）、ウォルフォード紋章集（Walford's Roll）、ワインベルゲン紋章集といった13世紀後半（いずれも1270年から1300年の間）の紋章集ではマン島のシンボルとして紹介されている。『カムデン紋章集』の紋章記述は「L'escu de gules, a(vec) treis jambes armez」と記されている。『ウォルフォード紋章集』の紋章記述はノルマン語で「De goules a(vec) treys gambes armes o(vec) tucte le guisses et chekun cornere seyt une pee」（現代フランス語: De gules avec trois jambes armées avec tous les cuisses et chaque un coin soit unie; 英語: Of gules with three legs in armour with all the thighs and each corner united）と記されている。『ワインベルゲン紋章集』の紋章記述は『Gules, three mailed legs embowed and conjoined at the thighs argent spurred or』（英訳）となっている。『ヘルレ紋章集』にも初期の紋章が残されている。

## 歴史

### クロヴァン朝
1265年までマン島はクロヴァン朝の支配する諸島王国の領土であった。1265年の王家断絶後、島はスコットランド国王アレグザンダー3世（1286年没）の領土となった。1266年、マン島およびヘブリディーズ諸島の主権は正式にノルウェー国王からアレグザンダー3世（1241年-1286年）に譲渡された。イングランド・スコットランドでの紋章の使用は1215年頃に遡り、西ヨーロッパよりわずかに遅かった。クロヴァン朝の君主は船とライオンの意匠を印章に使用していたことが知られており、三脚巴が使われていた証拠は存在しない。マン島の三脚巴はかつて10世紀に島を支配したヴァイキングが硬貨に刻んだ結び目模様に由来するかもしれない。しかしながら、その模様は三脚巴とは類似しておらず、また三脚巴の出現まで300年もの空白期間があるという事実は両者が無関係だと示唆している。

### シチリアとの繋がり

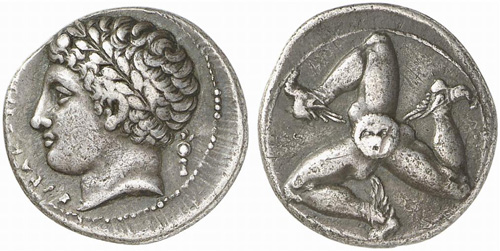
ギリシア人のシュラクサイ僭主（前317年-前289年）およびシケリア王（前304年-前289年）アガトクレス（前361年-前289年）の治世下に発行されたシケリアのドラクマ銀貨。ΣΥΡΑΚΟΣΙΩΝ（シュラコシオン）と刻まれている。左面には月桂冠を被った若きアレースが、右面には人間の三脚巴が刻まれており、真ん中にはゴルゴネイオンが置かれている。

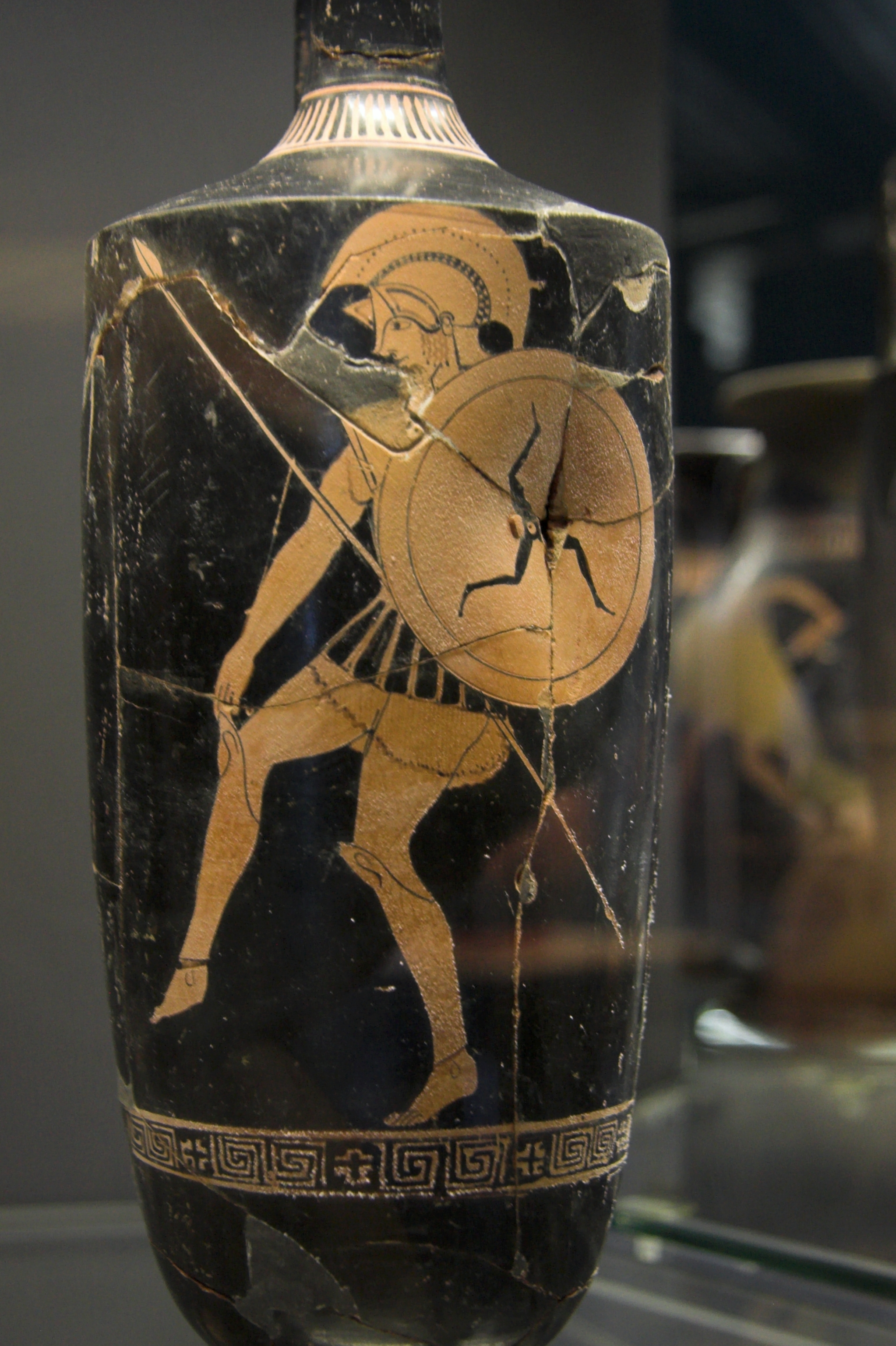
シケリアを表す三つ足の模様がかたどられたギリシア人戦士の盾を描いた壺。リカータ付近で発掘。シチリア・シラクサ考古学博物館所蔵

13世紀後半のマン島における三脚巴の出現は、1265年のクロヴァン朝からスコットランド人の王への支配者交代と関係しているかもしれない。三脚巴は三角形のシチリア（シケリア）と古くから結びついており、紋章学より古く紀元前7世紀から用いられていた。ギリシアの植民地だったシチリア島につけられた最古の名称はギリシア語で「三角、トリケトラ」を意味する「トリナクリア」（Trinacria）であり、三角形状であるシチリア島の形状を反映している。
1250年、ドイツ系の神聖ローマ皇帝フリードリヒ2世が52年にわたるシチリア支配の末に崩御した。彼は1198年以降シチリア国王の、1212年以降ドイツ王の、1220年以降イタリア王および神聖ローマ皇帝の、そして1225年以降はエルサレム王の座にあった。彼の母コスタンツァはシチリア女王であり、父親はホーエンシュタウフェン家のハインリヒ6世であった。13世紀に三脚巴がシチリアで用いられていた証拠はないものの、オーストリアには三脚巴をあしらった当時の建築が残っており、シチリアとの繋がりに由来するフリードリヒの紋章であることはほとんど確実である。
フリードリヒの崩御から4年後、教皇はシチリア王権をイングランド国王ヘンリー3世（1296年没）の息子エドマンド（1272年没）に授けた。エドマンドが「シチリア国王」の称号を授かってから10年後の出来事であった。ヘンリーは息子の新しい地位に相応の政治資金を投じ、権威を高めるための資金を税金から捻出しようとしたためイングランド貴族から不満が続出し、ついには反乱を起こされた。
アレグザンダー3世の王妃はヘンリー3世の娘マーガレット・オブ・イングランドであった。この婚姻がマン島の象徴としての三脚巴出現に繋がった可能性がある。もしそうならば、島の政権交代を確立するために採用されたのかもしれない。